# Prix Dickson en sciences
Le prix Dickson en science est l'un des deux prix Dickson créé en 1969 par Joseph Z. Dickson et Agnes Fischer Dickson.
Il est décerné chaque année par l'université Carnegie-Mellon et distingue ceux qui « ont fait le plus grand progrès dans le domaine scientifique aux États-Unis pour l’année en question ». Le prix porte la date d'année de son annonce, qui correspond souvent à l'année précédant la conférence.

## Lauréats
- 1971 : Richard Bellman
- 1972 : George Palade et Keith Roberts Porter (de)
- 1973 : Francis L. Ver Snyder
- 1974 : Elias J. Corey
- 1975 : David H. Geiger (en)
- 1975 : Non décerné
- 1977 : Non décerné
- 1978 : John H. Sinfelt (en)
- 1979 : Seymour Benzer
- 1980 : - Non décerné
- 1981 : John W. Cahn
- 1982 : - Non décerné
- 1983 : Harden M. McConnell (en)
- 1983-84 : Edward Fredkin (en)
- 1986 : Norman Davidson (en)
- 1987 : Benjamin Widom (en)
- 1988 : Mitchell Feigenbaum
- 1989 : Joan A. Steitz
- 1990 : Richard E. Dickerson (en)
- 1991 : Frank Sherwood Rowland
- 1992 : Frank Sherwood Rowland
- 1993 : Paul Lauterbur
- 1994 : Vera Rubin
- 1995 : Raymond Kurzweil
- 1996 : Leland H. Hartwell
- 1997 : John P. Hirth
- 1998 : Walter Alvarez
- 1999 : Peter Shor
- 2000 : Howard Raiffa (de)
- 2001 : Alexander Pines[2]
- 2002 : Carver Mead[3]
- 2003 : Robert Langer
- 2004 : Marc W. Kirschner[4]
- 2005 : George Whitesides
- 2006 : David Haussler
- 2007 : Jared Diamond[5]
- 2008 : Jean Fréchet
- 2009 : Richard M. Karp
- 2010 : Saul Perlmutter
- 2011 : David A. Tirrell (en)
- 2011 : Marvin L. Cohen (en)
- 2013 : François M. M. Morel (de)
- 2014 : Karl Deisseroth
- 2015 : Joseph M. DeSimone (en)
- 2016 : Judea Pearl
- 2017 : Chad Mirkin
- 2018 : Jennifer Doudna
- 2019 : Emery N. Brown (en)